# آندریا لومباردو
آندریا لومباردو (انگلیسی: Andrea Lombardo؛ زادهٔ ۲۳ مهٔ ۱۹۸۷) بازیکن فوتبال اهل کانادا است.
از باشگاه‌هایی که در آن بازی کرده‌است می‌توان به باشگاه فوتبال پروجا، باشگاه فوتبال تورنتو، و باشگاه فوتبال آتالانتا اشاره کرد.
وی همچنین در تیم‌های ملی فوتبال Canada men's national youth soccer teams, Canada men's national under-20 soccer team، و Canada men's national under-23 soccer team بازی کرده‌است.